# Сало, Василий Прокофьевич
Сало Василий Прокофьевич (21 ноября 1927, Вязовок, Шевченковский округ — 7 марта 2005, Киев) — советский строитель, министр строительства УССР. Член ЦК КПУ (1986—1990). Депутат Верховного Совета УССР 11-го созыва (1986).

## Биография
Родился 21 ноября 1927 года в селе Вязовок Городищенского района Черкасской области в многодетной малоимущей крестьянской семье.
В 1944—1951 годах служил в Красной армии: ноябрь 1944 — октябрь 1945 года — учебный полк под городом Горьким (Гороховецкие лагеря), ноябрь 1945 — октябрь 1951 года — на Дунайской военной флотилии. В октябре 1951 года демобилизовался.
С октября 1951 года — в тресте «Криворожстрой» города Кривой Рог Днепропетровской области: плотник строительного управления № 13, с ноября 1951 года — секретарь комитета комсомола, комсорг ЛКСМУ. Участвовал в восстановлении Криворожского металлургического завода, доменных печей № 1, 2, 3. Член КПСС.
В 1951—1953 годах учился в 8—10 классах вечерней школы.
С 1955 года — заместитель секретаря, с 1957 года — секретарь партийного комитета треста «Криворожстрой» города Кривой Рог Днепропетровской области. Участвовал в строительстве Новокриворожского горно-обогатительного комбината и Северного горно-обогатительного комбината.
В 1957 году заочно окончил Кировоградский государственный педагогический институт.
С 1960 года — секретарь партийного комитета треста «Криворожсеверрудстрой».
В 1965—1966 годах — главный строитель Криворожского домостроительного комбината Днепропетровской области.
В 1966 году заочно окончил Криворожский горнорудный институт, факультет промышленного и гражданского строительства.
В 1966—1973 годах — начальник Криворожского домостроительного комбината Днепропетровской области.
В 1973—1981 годах — заместитель министра, в 1981—1985 годах — 1-й заместитель министра промышленного строительства Украинской ССР. 22 июля 1985 — 15 сентября 1986 года — министр промышленного строительства УССР.
15 сентября 1986 — 1990 году — министр строительства Украинской ССР.
Умер 7 марта 2005 года в Киеве, где и похоронен на Байковом кладбище.

## Награды
- Орден «За заслуги» III степени (21.11.2002)[4];
- Орден Ленина[2];
- Орден Октябрьской Революции[2];
- Орден «Знак Почёта»[2];
- Почётная грамота Президиума Верховного Совета УССР (20.11.1987);
- Заслуженный строитель УССР (07.08.1965)[2].